# Urophycis mystacea
Urophycis mystacea is een  straalvinnige vissensoort uit de familie van Oost-Atlantische gaffelkabeljauwen (Phycidae). De wetenschappelijke naam van de soort is voor het eerst geldig gepubliceerd in 1903 door Miranda Ribeiro.